# 萬國幫
萬國幫，台灣黑幫團體，典型的台灣角頭團體，發跡於台北市萬華區西門町一帶。正確稱呼應為「萬國口」，因現今中華民國警察為了方便分類，逐一將同地緣關係但不同勢力的角頭們統稱為「幫」。萬國幫並無組織型態，而是由各個角頭大哥所帶領的本地勢力；只要隸屬於萬國幫或在其勢力範圍內活動的黑社會份子，皆被稱為萬國幫。是萬華區眾多角頭勢力之一（艋舺角頭）。亦被媒體並列為艋舺三大黑幫之一。
萬國幫早年在台北市萬華區有一定強勢的角頭地位，歷經多年社會變遷與都市商圈重建，勢力所據之地盤已不屬於必爭之地而逐漸勢微。時至今日萬國幫依舊橫行於西門町一帶，並從事地下錢莊、恐嚇、暴力討債、強收商家保護費、情色媒介等犯罪活動。

## 略歷

### 創立背景

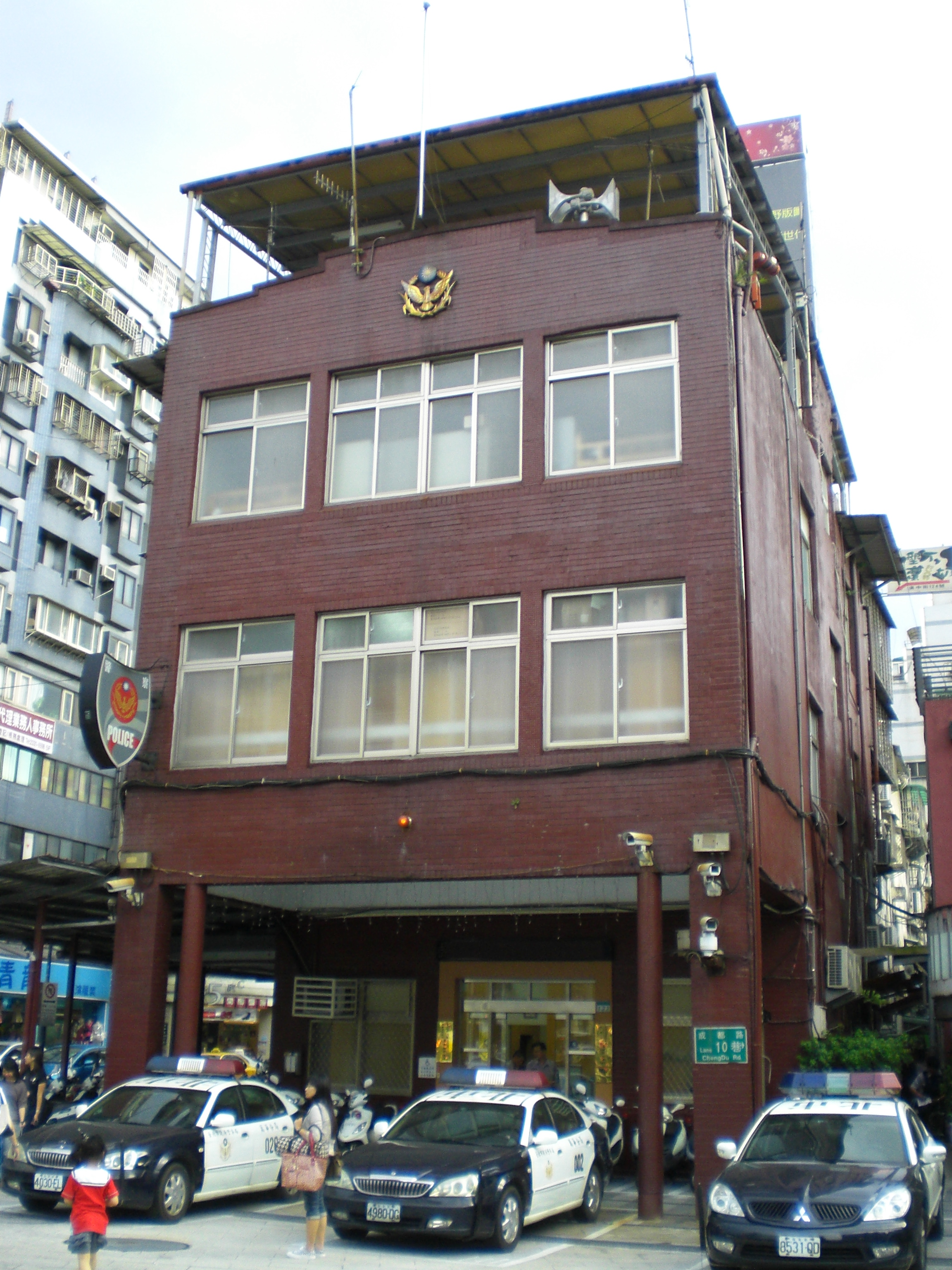
臺北市政府警察局萬華分局漢中街派出所

1960年代，當時混跡西門町漢中街一帶的青少年，綽號「金水」陳金水領軍與「尖仔錐」陳傳卿、「黑松」張捷興、「柳川」、「土匪」、「水蛙」等二十人，以當地「萬國戲院」（1995年拆除，現址為UNIQLO西門店）為據點，聚合形成一個角頭團體，並取名為「艋舺萬國」、俗稱「萬國口」，為萬華地區眾多的角頭之一。萬國幫以萬國戲院為中心，時常在舊中央市場以及西門町鬧區一帶活動，並對當地攤商強索保護費、暴力恐嚇、強佔地盤、賭博、殺人等犯罪活動為生。
萬國幫發展至1970年代實力逐漸壯大，與另一個同地緣角頭「河溝頭」分庭抗禮；而後雙方為利益談和，並以西門町昆明街為界，東邊歸萬國幫管理，西邊歸河溝頭，雙方井水不犯河水劃分地盤。
1980年代「一清專案」全國大掃黑之後，萬國幫的重量級大哥「萬國黑松」張捷興等人被逮捕入獄，以及政府當局對於黑幫勢力的嚴厲打壓，並且加上時代變遷，萬國幫所在地盤已不屬於各幫派必爭之地，聲勢逐漸下滑。
1990年代，萬國幫知名角頭「尖仔錐」陳傳卿自從一清專案服刑出獄後，回到艋舺地區並重新掌權改變萬國幫的氣勢，成為當代有名的萬國幫大哥。1998年間，陳傳卿因涉及十七歲少年劉翔宇被殺害棄屍案，因而亡命潛逃至美國等地，檢察官向法院求處判死刑並發佈通緝至今。與此同時，萬國幫少壯派的「貞智」林貞智崛起出線掌權，領導百餘名青少年捍衛萬國幫聲勢。
2000年12月，少壯派掌權的「貞智」林貞智被警方列為治平專案對象並檢肅到案。隔年，林貞智青少年手下「二東」黃成凱、「風箏」范烘禎兩人隨即各立山頭瓜分地盤。黃勾結四海幫海洋堂於西門町成立分堂自稱「萬國幫海洋堂」，范則盤據西門町圓環一帶自組幫派自稱「西門圓環聯盟」，雙方皆吸收未成年在學學生及中輟生加入幫派，並犯下多起強盜、妨害秩序、妨害自由及組織犯罪等罪行。2001年間，黃與范兩股萬國幫青少年勢力，先後遭警方強力掃蕩瓦解。
2002年，少壯派掌權的林貞智與親信「老三」林中輝、「阿肥」江欣霖等人遭警方依「治平專案」掃蕩，並遭逮捕入獄瓦解其勢力。同年8月，萬國幫份子陳明傑夥同友人率領十多名青少年，在萬華區青年路攻擊臺北市政府警察局少年警察隊三名警員，成功劫囚遭逮捕的黑幫成員陳福祥，震驚社會。
2004年間，原萬國幫份子及曾名列十大槍擊要犯的「小胖」蕭胤瑀，因賭債糾紛遭富商好友鍾興陽槍殺身亡 。蕭胤瑀曾於1980年代當小混混時槍殺同是萬國幫的自家大哥綽號「牙刷」林錫銘，因而遭逐出萬國幫成為亡命之徒，並與當時十大槍擊要犯「阿龍」陳新發合流犯案，而被警方名列為槍擊要犯。遭逮捕入獄15年後，因賭債糾紛遭槍殺再次躍上新聞版面。
同年3月，萬國幫份子與竹聯幫地堂份子，因搶奪地盤利益糾紛，一周內在西門町發生五次火拼槍擊事件造成四人重傷，引起警方高度戒備與執行掃黑行動。
2009年，幫內大哥「貞智」林貞智因入監服刑，其手下許家源自詡為代理幫主，代領手下於西門町強收保護費、恐嚇暴力取財等犯罪事項造成治安問題，隨後遭警方掃蕩逮捕。許出獄後因染上毒癮無心經營幫務威信盡失，而遭逐出萬國幫，最終流落街頭成為遊民，並且又因強盜、偷竊等行為遭逮捕。

### 近年發展
2017年10月，萬國幫近代的精神領袖「王哥」許豐茂因病逝世，同年11月12日萬國幫為其舉辦盛大告別式，喪禮上不乏各地黑幫、以及民意代表、政府官員前往致意哀悼。
2019年6月，警方埋伏逮捕通緝長達八年的萬國幫要角「旺仔」黃明義，其曾於1999年間因西門町中閣城舞廳槍擊案而成名，平時擁槍自重號稱為西門町教父，並涉及擄人勒贖及愛客發商旅經營權爭奪糾紛，最終遭到警方跟監逮捕落網。
2020年間，西門町知名的愛客發商旅爆發經營權糾紛，引發黑幫暴力恐嚇、群體鬥毆、噴漆砸店等事件引起渲染大波而受到媒體關注。警方調查萬國幫介入經營愛客發商旅已久，在萬國幫精神領袖「王哥」逝世後，該集團分裂為董事長、總經理兩派爆發爭權問題，由知名角頭綽號「細漢芋粿」許文旭篡位強佔旅館經營權並自居為董事長，並聯合北聯幫、松聯幫等黑幫介入經營，從事暴力及賭博、色情等犯罪活動謀取暴利。同年10月警方依組織犯罪及恐嚇罪嫌大動作逮捕以許文旭為首的十多名幫派首腦。
2022年10月19日晚，萬國幫成員綽號「阿國」邱國隆先在台北市萬華區漢口街連開十多槍打傷「弟仔」洪清正及「松山賓」洪文賓等兩人，又跑到艋舺青山宮連開3槍打傷並挾持青山宮副主委以及萬國幫副幫主「細漢芋粿」許文旭並挾持四名人質與警察對峙，一名員警被打傷，後來邱國隆釋放人質後自殺身亡引起軒然大波，此件萬國幫內鬨槍擊事件震驚社會。

## 知名成員
- 「金水」陳金水 -萬國幫創始角頭，已逝世。
- 「尖仔錐」陳傳卿 -創幫元老，80年代萬國幫掌權者，因涉及少年劉翔宇命案而潛逃海外至今。
- 「黑松」張捷興 -創幫元老，80年代「萬國黑松」名號響亮，一清專案入獄後淡出江湖。
- 「王哥」許豐茂 -萬國幫2000年代主要掌權者。頭銜「萬國公司  董事長」，2017年10月逝世。
- 「貞智」林貞智 -2000年代初期崛起的少壯派領導者，一度在西門町一帶獨領風騷數年，後遭警方瓦解後沉寂。
- 「細漢芋粿」許文旭 -混跡萬國幫出身的下厝庄角頭，媒體報導現為萬國幫老大[33]。早年知名下厝庄已逝老大「曉帝」以及萬國幫已逝老大「王哥」為其父系長輩。
- 「弟仔」洪清正-中生代接班人選，活躍於萬華地區一帶，2020因賭場糾紛爆發砸車衝突[34]，後因捲入愛客發旅館經營一案被捕。
- 「阿國」邱國隆-萬國幫內的大哥級成員，過去幾年熱衷登山活動。2015年，時任新北市議員李婉鈺宣布參選立委時，他曾經幫忙輔選。2022年10月19日晚間於台北市萬華區漢口街和青山宮犯下槍擊案，造成幫內大老「弟仔」洪清正及成員「松山賓」洪文賓、現任艋舺青山宮副主委以及萬國幫副幫主「細漢芋粿」許文旭中彈受傷，與警對峙過程中挾持許文旭的親人當人質，過程中開槍造成1名員警大腿中彈受傷，與警駁火後最終自戕結束生命。警方初步調查，懷疑是邱國隆不滿遭到萬國幫大老洪清正打壓，加上幫內成員洪文賓過去曾不挺他，才會憤而對2人開槍，至於為何後續會跑到青山宮對副主委開槍則是認為該副主委不願出面協調才會對他開槍。[35]

## 參閲
- 艋舺角頭
- 臺灣黑幫

## 外部連結
- 組織犯罪防制條例 （页面存档备份，存于）（繁體中文）